# Kapaealakona
Kapaealakona (hawaiano: Kapae-a-Lakona o Kapea-a-Lakona; XIV secolo – XIV secolo) fu un re hawaiano, monarca dell'isola di Oahu e menzionato nei canti.

## Famiglia

### Origine
Kapaealakona era il figlio del capo Lakona d'Oahu (il figlio del capo Nawele) e la moglie Alaʻikauakoko (una figlia di Pokai e Hineuki).
È stato questo un membro della dinastia di Maweke da Tahiti.

### Discendenza
Kapae era sposato con una donna di nome Wehina, i cui genitori non sono noti. Il loro figlio era capo Haka d'Oahu.